# Gnathostomulidae
Gnathostomulidae is een familie in de taxonomische indeling van de tandmondwormen (Gnathostomulida).

## Onderliggende geslachten
- Chirognathia
- Corculognathia
- Gnathostomula
- Ratugnathia
- Semaeognathia